# Comprimento recíproco
Comprimento recíproco ou comprimento inverso (e muitas vezes recíproco do comprimento ou inverso do comprimento) é uma medida usada em diversos campos de ciência e matemática. Como o inverso multiplicativo do comprimento, unidades comuns usadas para esta medida incluem o metro recíproco ou metro inverso (m−1), o centímetro recíproco ou centímetro inverso (cm−1), e, em óptica, o dioptria.
Quantidades medidas em comprimento recíproco incluem:
- coeficiente de absorção ou coeficiente de absorção, em ciência dos materiais
- curvatura de uma linha, em matemática
- ganho, em ciência do laser
- magnitude de vetores em espaço recíproco, em cristalografia
- potência óptica de uma lente, em óptica
- constante rotacional de um rotor rígido, em mecânica quântica
- número de onda, ou magnitude de um vetor de onda, em espectroscopia